# شهرستان پیونگ‌گانگ
شهرستان پیونگانگ (به کره‌ای: 평강군) یک شهرستان در جنوب کره شمالی (مرکز شبه‌جزیره کره) است که در تابعیت استان گانگوون قرار دارد.

## تقسیمات اداری
شهرستان پیونگ‌گانگ به ۱ شهرک، ۱ منطقهٔ کارگری، و ۲۹ روستای تابعه تقسیم شده است.
| - ‌ شهرک‌ها - پیونگ‌گانگ (평강읍، P'yŏnggang-ŭp) - مناطق کارگری - بوک‌گیه (복계로동자구، Pokkye-rodongjagu) - روستاها - آپدونگ (압동리، Aptong-ni) - اوگدونگ (옥동리، Oktong-ni) - بونگنه (봉래리، Pongnae-ri) - تاپگو (탑거리، T'apgŏ-ri) - جاوون (자원리، Chawŏl-li) - جون‌سونگ (전승리، Chŏnsŭng-ni) - جونگسان (정산리، Chŏngsal-li) - چونام (천암리، Ch'ŏnam-ni) - رانگ‌وول (랑월리، Rangwŏl-li) - رانگها (랑하리، Rangha-ri) - ریسودوک (리수덕리، Risudŏk-ri) - گاپ علیا‌ (سانگ‌گاپ) (상갑리، Sanggap-ri) - سونگ‌گوان علیا (سانگ‌سونگ‌گوان) (상송관리، Sangsŏnggwal-li) | - روستاها (ادامه) - سانگ‌وون (상원리، Sangwŏl-li) - سوته (수태리، Sut'ae-ri) - سونگسان (성산리، Sŏngsal-li) - شین‌جونگ (신정리، Sinjŏng-ni) - گوگوک (가곡리، Kagok-ri) - گوم‌گوک (금곡리، Kŭmgok-ri) - گونچون (건천리، Kŏnch'ŏl-li) - گوندونگ (근동리، Kŭndong-ni) - مون‌بونگ (문봉리، Munbong-ni) - مون‌سان (문산리، Munsal-li) - نامیانگ (남양리، Namyang-ni) - نه‌چون (내천리، Naech'ŏl-li) - هاجو (하주리، Haju-ri) - هاسونگ (하송리، Hasong-ni) - هوائام (화암리، Hwaam-ni) - هه‌بانگ (해방리، Haebang-ni) |

## تاریخ
استان گانگوون به شکل مدرن آن در ماه اوت ۱۸۹۶ میلادی تاسیس شد. شهرستان پیونگ‌گانگ در تابعیت این استان قرار گرفت.
پس از برقراری حاکمیت استعماری ژاپن بر کره در سال ۱۹۱۰ میلادی، این استان، بدون تغییر خاصی، ادامه یافت. علاوه بر نام رسمی کره‌ای آن، «پیونگ‌گانگ»، نام ژاپنی آن نیز (تلفظ ژاپنی همان نویسه‌های چینی بازتاب‌دهندهٔ نام این استان)، شهرستان هئی‌کو (به ژاپنی: 平康郡، برگردان به لاتین: Heikō-gun) به رسمیت رسید.
در اکتبر ۱۹۴۲ میلادی، قصبهٔ «پیونگ‌گانگ/هئی‌کو» [평강면، 平康面] به شهرک ارتقاء یافت. 
در آن دوران، شهرستان پیونگ‌گانگ/هئی‌کو متشکل از ۱ شهرک و ۶ قصبه بود:
1. شهرک پیونگ‌گانگ/هئی‌کو (평강읍، 平康邑، Pyŏnggang-ŭp/Heikō-yū)
2. قصبهٔ جنوبی (نام/نان) (남면، 南面، Nam-myŏn/Nan-men)
3. قصبهٔ سه‌پو/سِن‌پو(세포면، 洗浦面، Sep’o-myŏn/Senpo-men)
4. قصبهٔ شرقی (دونگ/تو) (동면، 東面، Tong-myŏn/Tō-men)
5. قصبهٔ موکجون/موکودِن (목전면، 木田面، Mokchŏn-myŏn/Mokuden-men)
6. قصبهٔ هیونّه/کِنّای (현내면، 県内面، Hyŏnnae-myŏn/Kennai-men)
7. قصبهٔ یوجین/یوجین (유진면، 楡津面، Yuchin-myŏn/Yujin-men)

پس از استقلال کره از ژاپن در سال ۱۹۴۵ میلادی، این کشور و همین‌طور استان گانگوون به دو نیمه تقسیم شد. شهرستان پیونگ‌گانگ در کره شمالی و در نیمهٔ شمالی استان گانگوون قرار گرفت.
در پی قطعی شدن مرز بین دو کره، در دسامبر سال ۱۹۵۲ میلادی، در کره شمالی، «قصبه» به‌عنوان یک واحد اداری بالکل منحل شد. در عوض، روستاهای کوچکتر و بزرگتر در جای‌جای کشور با هم تجمیع شده و وظایف اداری بیشتری به آن‌ها سپرده شد، و آن‌ها عملا به سطح سوم تقسیمات کشوری، مستقیما تابعهٔ شهرستان‌ها تبدیل شدند.
در همان تاریخ و در چهارچوب این پروسه، دو قصبهٔ منحل شده از شهرستان پیونگ‌گانگ، قصبه‌های «سه‌پو» [세포면] و «یوجین»  [유진면]، یه قصبهٔ منحل شده از شهرستان هوئیانگ، قصبهٔ «ران‌گوک» [란곡면]، و بخشی از قصبهٔ منحل شدهٔ «شین‌گوسان» [신고산면] از شهرستان آنبیون، ادغام شده و شهرستان سه‌پو را تشکیل دادند.
در همان تاریخ و در چهارچوب این پروسه، بخش کوچکی از «قصبهٔ سابق سو (غربی)» از شهرستان پیونگ‌گانگ به شهرستان (شمالی) چوروون پیوست.
در همان تاریخ و در چهارچوب این پروسه، دو روستای در تابعیت شهرک منحل شدهٔ پیونگ‌گانگ، که در واقع در برگیرندهٔ منطقهٔ مرکزیِ شهریِ این شهرستان بودند، یعنی «دونگ‌بیون» [동변리] و «سوبیون» [서변리]، ادغام شده، و به «روستای گوئوپ» (معنی لغوی «روستای‌ شهرکِ قدیم») [구읍리] تبدیل شدند. مرکز شهرستان به روستای «بوک‌گیه» [복계리] متقل شده و این روستا به شهرک «پیونگ‌گانگ» [평강읍] تغییر نام یافت. مرکز شهرستان جدید، در فاصله‌ای حدود ۳٫۵ کیلومتری در شمال‌غرب روستای «گوئوپ» («روستای‌ شهرکِ قدیم) [구읍리]، بر روی شاهراه ملی شماره ۵ قرار دارد.
در سال ۱۹۵۲ میلادی طول پروسهٔ انحلال قصبه‌ها و تشکیل شهرستان‌های نوین، مجموعا ۷۱ روستا از شهرستان پیونگ‌گانگ در این شهرستان مانده، شامل:
- ۱۵ روستا از شهرک منحل شدهٔ «پیونگ‌گانگ» [평강읍]
- ۱۰ روستا از قصبهٔ منحل شدهٔ «جنوبی (نام)» [남면]
- ۱۲ روستا از قصبهٔ منحل شدهٔ «غربی (سو)» [서면]
- ۱۰ روستا از قصبهٔ منحل شدهٔ «موکجون» [목전면]
- ۵ روستا از قصبهٔ منحل شدهٔ «نانگوک» [난곡면] (شهرستان هوئیانگ)
- ۱۹ روستا از قصبهٔ منحل شدهٔ «هیونّه» [현내면]

این روستاهای فوق الذکر، به شرح زیر ادغام شده و به ۱ شهرک و ۳۴ روستای نهائی تبدیل شدند:

- شهرک
  1. پیونگ‌گانگ [평강읍] از ادغام روستاهای «بوکپو» [복포리]، «بوک‌گیه» [복계리]، «پیونگهوا» [평화리]، «جونجونگ» [전중리]، «گاپ سفلی (هاگاپ)» [하갑리]، «گاپ علیا (سانگّاپ)» [상갑리] (شهرک منحل شدهٔ «پیونگ‌گانگ»)

- روستاها
  1. آپدونگ [압동리] (شهرک منحل شدهٔ «پیونگ‌گانگ»)
  2. اوکدونگ [옥동리] از ادغام روستاهای «اوکدونگ ۱ام» [옥동1리] و «اوکدونگ ۲ام» [옥동2리] (قصبهٔ منحل شدهٔ «غربی (سو)»)
  3. بِنگنیونگ [백룡리] از ادغام روستاهای «بِنگنیونگ» و «سونگو» [송우리] (قصبهٔ منحل شدهٔ «هیونّه»)
  4. بوکمان [복만리] از ادغام روستاهای «بوکمان» و «جیکدونگ» [직동리] (قصبهٔ منحل شدهٔ «موکجون»)
  5. جانگچون [장촌리] (قصبهٔ منحل شدهٔ «موکجون»)
  6. جاوون [자원리] از ادغام روستاهای «اوئسانگ» [외상리]، «شیندو» [신도리]، «گاگوک» [가곡리]، «نه‌سانگ» [내상리] (قصبهٔ منحل شدهٔ «نام (جنوبی)»)
  7. جوکدونگ [적동리] از ادغام روستای «جوکدونگ» [인각리] و بخشی از روستای «ریموک» [리목리] (قصبهٔ منحل شدهٔ «هیونّه»)
  8. جونگ‌دونگ [정동리] از ادغام روستاهای «جونگ‌دونگ» و «ساهول» [사흘리] (قصبهٔ منحل شدهٔ «موکجون»)
  9. جونگسان [정산리] از ادغام روستاهای «جونگسان ۱ام» [정산1리] و «جونگسان ۲ام» [정산2리] (قصبهٔ منحل شدهٔ «غربی (سو)»)
  10. جونسونگ [전승리] از ادغام روستاهای «جونگ‌دونگ» [중동리] و «هاکجون» [학전리] (قصبهٔ منحل شدهٔ «نام (جنوبی)»)
  11. چوکسان [축산리] از ادغام روستای «بِکچون» [신대리] و بخشی از روستای «ریموک» [리목리] (قصبهٔ منحل شدهٔ «هیونّه»)
  12. چونام [천암리] از ادغام روستاهای «جیئام» [지암리] و «چونما» [천마리] (قصبهٔ منحل شدهٔ «نام (جنوبی)»)
  13. جونگسام [중삼리] (قصبهٔ منحل شدهٔ «موکجون»)
  14. ریسودوک [리수덕리] از ادغام روستاهای «بوکچون» [북촌리] و «ریمدان» [임단리]  (قصبهٔ منحل شدهٔ «هیونّه»)
  15. سانگ‌وون [상원리] از ادغام روستاهای «سانگ‌وون» و «هاوون» [하원리] (قصبهٔ منحل شدهٔ «هیونّه»)
  16. سونگپو [송포리] از ادغام روستاهای «سونگپو» و «شینده» [신대리] (قصبهٔ منحل شدهٔ «هیونّه»)
  17. سونگ‌گوان علیا (سانگ‌سونگ‌گوان) [상송관리] از ادغام روستاهای «سونگ‌گوان علیا (سانگ‌سونگ‌گوان) ۱ام» [상송관1리]، «گونگ‌دونگ ۱ام» [공동1리]،  «گونگ‌دونگ ۲ام» [공동2리]  (قصبهٔ منحل شدهٔ «نانگوک»، شهرستان هوئیانگ)
  18. سونگهیون [송현리] از ادغام روستاهای «سانگسونگ» [상송리] و «سونگهیون» (قصبهٔ منحل شدهٔ «موکجون»)
  19. شینجونگ [신정리] (قصبهٔ منحل شدهٔ «هیونّه»)
  20. گومگوک [금곡리] از ادغام روستاهای «گومگوک ۱ام» [금곡1리] و «گومگوک ۲ام» [금곡2리] (قصبهٔ منحل شدهٔ «غربی (سو)»)
  21. گوئوپ [구읍리] از ادغام روستاهای «دونگبیون» [동변리] و «سوبیون» [서변리] (شهرک منحل شدهٔ «پیونگ‌گانگ»)
  22. گیسان [기산리] از ادغام روستاهای «گیسان ۱ام» [기산1리] و «گیسان ۲ام» [기산2리] (قصبهٔ منحل شدهٔ «موکجون»)
  23. مانگیل [망일리] (قصبهٔ منحل شدهٔ «غربی (سو)»)
  24. مونبونگ [문봉리] از ادغام روستاهای «مونبونگ ۱ام» [문봉1리] و «مونبونگ ۲ام» [문봉2리] (قصبهٔ منحل شدهٔ «غربی (سو)»)
  25. مونسان [문산리] از ادغام روستاهای «گالگونگجونگ» [갈궁정리] و «مونسان» (قصبهٔ منحل شدهٔ «هیونّه»)
  26. نام‌یانگ [남양리] از ادغام روستاهای «شینچون» [신촌리]، «گان» [간리]، «نام‌یانگ» (شهرک منحل شدهٔ «پیونگ‌گانگ»)
  27. نانگ‌وول [낭월리] از ادغام روستاهای «نانگ‌وول» و «هوائاسام» [화암삼리] (شهرک منحل شدهٔ «پیونگ‌گانگ» و قصبهٔ منحل شدهٔ «غربی (سو)»)
  28. نانگها [낭하리] از ادغام روستای «ماجانگ» [마장리] و بخشی از روستای «نانگها» (قصبهٔ منحل شدهٔ «هیونّه»)
  29. نه‌چون [내천리] از ادغام روستاهای «جیچون» [지촌리] و «دالجون» [달전리] (قصبهٔ منحل شدهٔ «نام (جنوبی)»)
  30. هابوک [하복리] از ادغام روستاهای «گامدون» [감둔리] و «هابوک» (قصبهٔ منحل شدهٔ «هیونّه»)
  31. هاجو [하주리] از ادغام روستاهای «اینگاک» [인각리] و «هاجو» (قصبهٔ منحل شدهٔ «هیونّه»)
  32. هاسونگ [하송리] از ادغام روستاهای «سونگ‌گوان سفلی (هاسونگ‌گوان) ۱ام» [하송관1리]، «سونگ‌گوان سفلی (هاسونگ‌گوان) ۲ام» [하송관2리]، و بخشی از «نانگها» [낭하리]  (قصبهٔ منحل شدهٔ «نانگوک»، شهرستان هوئیانگ)
  33. هوائام [화암리] از ادغام روستاهای «هوائام ۱ام» [화암1리] و «هوائام ۲ام» [화암2리] (قصبهٔ منحل شدهٔ «غربی (سو)»)
  34. هه‌بانگ [해방리] از ادغام روستاهای «اورویونگپو» [어룡포리]، «هه‌بانگ» (شهرک منحل شدهٔ «پیونگ‌گانگ»)

با پایان جنگ کره در سال ۱۹۵۳ میلادی و امضای آتش‌بس بین کره شمالی و ایالات متحده آمریکا، مرز فوق‌الذکر و تغییرات تقسیماتی در کره شمالی عملا به رسمیت رسیدند. با رسمی شدن مرز بین دو کره، یک روستای شهرستان پیونگ‌گانگ، روستای «جونگیانگ» [정연리] در جنوب مرز قرار گرفت. این روستا به «قصبهٔ گالمال» در شهرستان (جنوبی) چوروون پیوست.
در همان سال، روستای «گاپ علیا (سانگ‌گاپ)» [상갑리] با جدائی از شهرک «پیونگ‌گانگ»، مجددا تأسیس شد. بجای آن، روستای «بِنگنیونگ» منحل شده و در شهرک «پیونگ‌گانگ» ادغام شد. (۱ شهرک و ۳۴ روستا)
در سال ۱۹۵۴ میلادی، روستای «ریموک» [리목리]، با ادغام بخشی از اراضی روستاهای «جوکدونگ» و «چوکسان»‌ مجددا تأسیس شد.
در همان سال، دو روستای «سونگهیون» و «مانگیل» منحل شدند. اراضی «سونگهیون» بین روستاهای «آپدونگ» و «چونام» تقسیم شد. اراضی «مانگیل» ضمیمهٔ روستای «اوکدونگ» شد. 
در سال ۱۹۶۱ میلادی، مرکز اداری شهرستان به روستای «گوئوپ» («روستای‌ شهرکِ قدیم) [구읍리] برگشته، و این روستا به شهرک «پیونگ‌گانگ» [평강읍] تغییر نام یافت. مرکز شهرستان قبلی، به نام سابق خود، یعنی روستای «بوک‌گیه» [복계리] برگشت.
در همان تاریخ، روستای «ریموک» [리목리] از این شهرستان جدا شده و ضمیمهٔ شهرستان سه‌پو شد.
در سال ۱۹۶۳ میلادی، روستای «بونگنه» از بخشی از اراضی «نامیانگ» تأسیس شد.
در سال ۱۹۷۱ میلادی، روستای «سانگ‌وون» منحل شده و در «مونسان» ادغام شد.
در مارس سال ۱۹۸۴ میلادی، روستای «جانگچون» به منطقهٔ کارگری [장촌로동자구] ارتقاء یافت.
در همان تاریخ، روستای «سانگ‌وون»، با جدایی از «مونسان» مجدداً تأسیس شد.
در ژانویه سال ۲۰۰۱ میلادی، ۵ روستا و ۱ منطقهٔ کارگری از شهرستان پیونگ‌گانگ جدا شده و به شهرستان سه‌پو پیوستند، شامل
منطقهٔ‌ کارگری «جانگچون» [장촌로동자구]، و روستاهای بوکمان [복만리]، جونگ‌دونگ [정동리]، جونگسام [중삼리]، سونگپو [송포리]، گیسان [기산리].
در سال ۲۰۱۸ میلادی، روستای «بوک‌گیه»، به «منطقهٔ‌ کارگری» تغییر وضعیت یافت.